# 730-ті
Раннє Середньовіччя. Триває чума Юстиніана. У Східній Римській імперії правив Лев III Ісавр. Омеядський халіфат утримував майже весь Піренейський півострів, крім Астурії. Невелика частина Італії належала Візантії, на решті лежить Лангобардське королівство. Франкським королівством фактично правив Карл Мартел, з 737 року короля взагалі не було. В Аквітанії правили Едо Великий та його сини. В Англії тривав період гептархії. Авари та слов'яни утвердилися на Балканах. Центр Аварського каганату лежить у Паннонії. Існували слов'янські держави князівство Карантанія та Перше Болгарське царство.
У Китаї тривало правління династії Тан. Індія роздроблена. В Японії триває період Нара. У степах між Азовським морем та Аралом існує Хазарський каганат. Тюркський каганат поступово занепадає.
На території лісостепової України в VIII столітті виділяють пеньківську й празьку археологічні культури. У VIII столітті тривало швидке розселення слов'ян. У Північному Причорномор'ї співіснують різні кочові племена, зокрема булгари, хозари, алани, авари, тюрки.

## Події
- 732 року в битві при Пуатьє мажордом Франкського королівства Карл Мартел завдав поразки маврам і зупинив їхнє просування в Європу.
- Надалі Мартел поступово витісняв маврів із захоплених територій на півдні.
- Зміцнилося королівство Астурія на північному заході Піренейського півострова, захопленого арабами.
- Між Візантією та Римом виник конфлікт через неприйняття Папою Римським політики іконоборства, яку насаджував візантійський василевс Лев III Ісавр. Як наслідок Папі Григорію III довелося власними силами стримувати лангобардів. Його зусиллям сприяло те, що в Лангобардському королівстві проходила внутрішня боротьба між королем Лютпрандом та герцогами. Все ж Папа почав шукати нових союзників і звернувся за допомогою до Карла Мартела, але той промовчав.
- Підвладні Омеядському халіфату землі простягалися від Сінду до Іспанії. Арабам довелося вести війну на багатьох фронтах. Франки зупинили їхнє просування в Європу, тюргеші доволі успішно боролися з ними в Согдіані, на Кавказі халіфат боровся з хозарами, в Малій Азії зазнав поразки від візантійців. Повставали копти в Єгипті та хариджити в Марокко.
- Хозари прийняли юдаїзм.
- 731 — кінець понтифікату Папи Григорія II;
- 731 — початок понтифікату Папи Григорія III;